# Little Sitkin

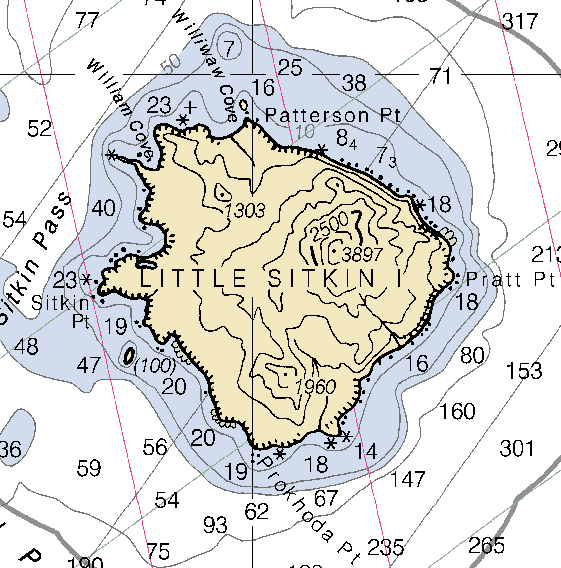
Carta nàutica de Little Sitkin.

Little Sitkin (en aleuta Sitignax̂; rus: Малый Ситкин) és una illa volcànica del grup de les illes Rat, un subgrup de les illes Aleutianes, a l'estat d'Alaska, als Estats Units. Es troba uns 5 km a l'est de l'illa Davidof. L'illa Great Sitkin es troba uns 300 km a l'est, a les illes Andreanof.
És una illa gairebé circular, amb un 9,7 km de diàmetre. L'interior és extremadament accidentat i muntanyós; només els vessants inferiors estan coberts d'herba. Hi ha dos cims destacats, un de 1.188 msnm a la part nord-est de l'illa i l'altre de 600 metres a la part sud. Hi ha nombrosos rierols, però no hi ha llacs ni estanys. Imponents penya-segats es troben a la costa est, nord i nord-est.

## Volcà
Little Sitkin és un estratovolcà que va entrar en erupció el 1776 i el 1828. Conté dues calderes. La més antiga, gairebé circular, del Plistocè, fa 4,8 km d'amplada i estava parcialment omplerta per un con més jove format principalment per colades de lava andesítiques i dacítiques. La caldera més jove, de 2,7 x 4 km d'amplada, es troba a la part oriental de l'antiga caldera, amb qui comparteix el límit est i sud. Va destruir parcialment el con de lava de dins la primera caldera i és possiblement de l'Holocè primerenc. A la costa occidental hi ha diversos camps de fumaroles.